# Héctor Olivencia
Héctor Olivencia Mateo (Caguas, 28 novembre 1956) è un ex cestista portoricano.

## Carriera
Con Porto Rico ha disputato i Campionati del mondo del 1978, segnando 35 punti in 5 partite.